# San Pasqual (Kalifornija)
San Pasqual je naseljeno područje za statističke svrhe u američkoj saveznoj državi Kalifornija. Prema popisu stanovništva iz 2010. u njemu je živjelo 2.041 stanovnika.